# Liste der Monuments historiques in Salignac-sur-Charente
Die Liste der Monuments historiques in Salignac-sur-Charente führt die Monuments historiques in der französischen Gemeinde Salignac-sur-Charente auf.

## Liste der Bauwerke
| Bezeichnung         | Beschreibung                       | Standort | Kennzeichnung | Schutzstatus | Datum | Bild |
| ------------------- | ---------------------------------- | -------- | ------------- | ------------ | ----- | ---- |
| Château de la Garde | Schloss, erbaut im 17. Jahrhundert | (Lage)   | PA00105267    | Inscrit      | 1987  |      |

## Liste der Objekte
Zum Verständnis siehe: Kirchenausstattung
| Bezeichnung          | Beschreibung                        | Standort                                          | Kennzeichnung | Schutzstatus | Datum | Bild |
| -------------------- | ----------------------------------- | ------------------------------------------------- | ------------- | ------------ | ----- | ---- |
| Glocke               | Bronze, 1618 gegossen               | in der Kirche St-Pierre-St-Sulpice (Lage)         | PM17000518    | Classé       | 1908  |      |
| Gemälde Kreuzabnahme | Gemälde von 1785, 1959 verschwunden | ehemals in der Kirche St-Pierre-St-Sulpice (Lage) | PM17000519    | Classé       | 1912  |      |